# Bruine linie (Syrmië)
De Bruine linie (Duits: Braune Linie) was de eerste, meest oostelijke, snel opgezette linie van het Duitse Syrmische front, volgens het systeem van onderling gescheiden steunpunten. De linie werd aangevallen op 25 oktober 1944 door de Joegoslavische partizanen en de volgende dag ingenomen.

## Duitse verdediging
De Bruine linie werd bezet door delen van de Duitse Divisie Böttcher o.l.v. Generalleutnant Karl Böttcher: het Bataljon Centner, het 562e Landesschützen-bataljon, het 1e Politie trainingsbataljon en delen van het 812e Beveiligingsbataljon.

## De aanval
Het 12e (Vojvodina) Korps van de NOVJ (Narodnooslobodilačka vojska Jugoslavije (Volksbevrijdingsleger van Joegoslavië)) begon op 25 oktober 1944 met de aanval op de Bruine linie. Met de 11e Krajina Divisie aan de linkerkant, de 36e Vojvodina-divisie aan de rechterkant en de 16e Vojvodina-divisie in het midden. 
De aanval van de 16e Vojvodina-divisie op de belangrijkste bolwerken op deze linie in de sector Putinci - Dobrinci begon op 25 oktober om 12 uur. Bataljon Centner, ondersteund door de artillerie van de Divisie Böttcher vanaf de Groene Linie, bood een zeer sterke weerstand. Nadat de eerst aanval was afgeslagen, ging Bataljon Centner in de tegenaanval. Om de situatie onder controle te houden, moesten zelfs brigadecommandanten en commissarissen bijspringen in de frontlinie. De aanval op Putinci werd dezelfde dag om 18.00 uur hervat. Na een felle strijd slaagde de 1e Vojvodina Brigade erin het dorp binnen te dringen en het op 26 oktober om 3 uur te veroveren. Dit opende de weg om achter de andere posities op de Bruine Linie te komen, zodat de Duitse eenheden gedwongen werden deze te verlaten en zich terug te trekken naar de Groene Linie.

## Verliezen
De 2e Vojvodina Brigade had 14 doden en 25 gewonden in deze veldslagen, onder meer de politiek commissaris van de 2e Vojvodina Brigade, Arso Mijović, kwam om in de frontlinie, terwijl de commandant van deze brigade, Sava Sogić, gewond raakte.